# Bas Leinders
Bas Leinders (Bree, Limburgo, Bélgica; 16 de julio de 1975) es un expiloto de automovilismo belga. En 2004 fue tercer piloto de Minardi en Fórmula 1.
Entre 1998 y 2001 participó en Fórmula 3000 Internacional, donde lograría dos podios en su último año.

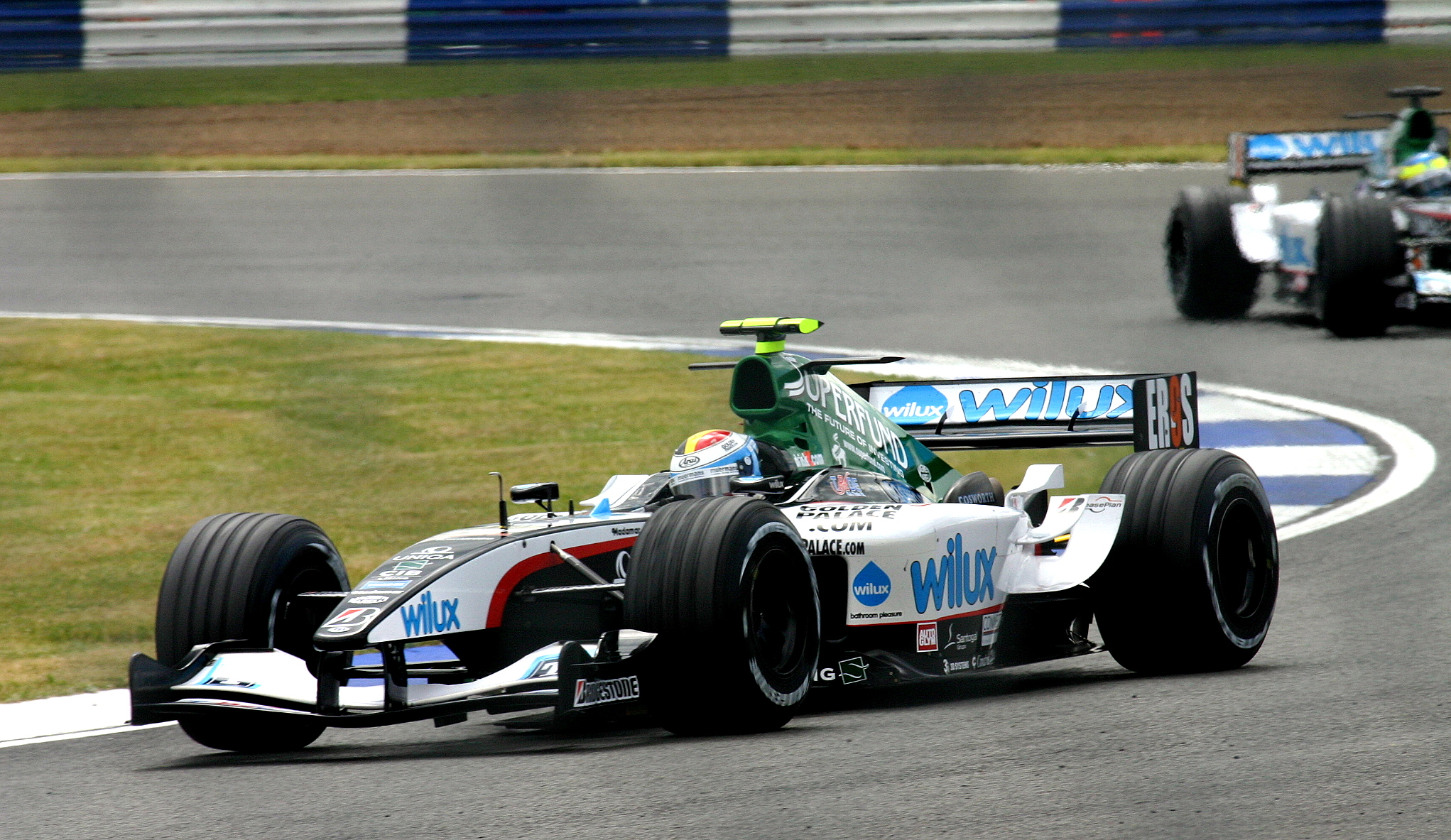
Bas Leinders probando el Minardi PS04B en los entrenamientos libres del Gran Premio de Gran Bretaña de 2004.

En 2004, Leinders fue piloto de pruebas de Minardi en Fórmula 1, participando como tercer piloto en todos los GGPP a excepción del primero debido a problemas en su Superlicencia. Anteriormente realizó unas pruebas en el circuito de Barcelona-Cataluña con el equipo Jordan.
Tras ser piloto de pruebas en Fórmula 1, participó en diversos campeonatos de gran turismos, las 24 Horas de Le Mans, el Campeonato Mundial de Resistencia de la FIA, entre otros.

## Resultados

### Fórmula 3000 Internacional
(Clave) (negrita indica pole position) (cursiva indica vuelta rápida)

| Año      | Escudería         | 1       | 2       | 3       | 4       | 5       | 6       | 7       | 8       | 9       | 10      | 11    | 12      | Pos. | Puntos |
| -------- | ----------------- | ------- | ------- | ------- | ------- | ------- | ------- | ------- | ------- | ------- | ------- | ----- | ------- | ---- | ------ |
| 1998     | West Competition  | OSC     | IMO     | CAT     | SIL     | MON     | PAU     | A1R     | HOC     | HUN     | SPA     | PER   | NÜR DNS | NC   | 0      |
| 1999     | Witmeur KTR       | IMO DNQ | MON DNQ | CAT Ret | MAG 6   | SIL 16  | A1R Ret | HOC Ret | HUN Ret | SPA DNQ | NÜR Ret |       |         | 23.º | 1      |
| 2000     | Kid Jensen Racing | IMO 16  | SIL Ret | CAT 13  | NÜR Ret | MON Ret | MAG 10  | A1R 11  | HOC DNQ | HUN 7   | SPA Ret |       |         | NC   | 0      |
| 2001     | KTR               | INT 10  | IMO 9   | CAT 2   | A1R 2   | MON Ret | NÜR 11  | MAG Ret | SIL 8   | HOC 6   | HUN 6   | SPA 7 | MNZ 4   | 7.º  | 17     |
| Fuentes: |                   |         |         |         |         |         |         |         |         |         |         |       |         |      |        |

### Fórmula 1
(Clave) (negrita indica pole position) (cursiva indica vuelta rápida)

| Año     | Escudería              | 1   | 2      | 3      | 4      | 5      | 6      | 7      | 8      | 9      | 10     | 11     | 12     | 13     | 14     | 15     | 16     | 17     | 18     | Pos. | Puntos |
| ------- | ---------------------- | --- | ------ | ------ | ------ | ------ | ------ | ------ | ------ | ------ | ------ | ------ | ------ | ------ | ------ | ------ | ------ | ------ | ------ | ---- | ------ |
| 2004    | Wilux Minardi Cosworth | AUS | MYS TD | BHR TD | SMR TD | ESP TD | MON TD | EUR TD | CAN TD | USA TD | FRA TD | GBR TD | GER TD |        |        |        |        |        |        |      |        |
| 2004    | Minardi Cosworth       |     |        |        |        |        |        |        |        |        |        |        |        | HUN TD | BEL TD | ITA TD | CHN TD | JPN TD | BRA TD |      |        |
| Fuente: |                        |     |        |        |        |        |        |        |        |        |        |        |        |        |        |        |        |        |        |      |        |

### Campeonato Mundial de GT1 de la FIA
| Año      | Escudería            | Automóvil | 1         | 2          | 3          | 4         | 5          | 6          | 7          | 8        | 9         | 10         | 11         | 12        | 13         | 14        | 15        | 16        | 17         | 18         | 19         | 20         | Pos. | Puntos |
| -------- | -------------------- | --------- | --------- | ---------- | ---------- | --------- | ---------- | ---------- | ---------- | -------- | --------- | ---------- | ---------- | --------- | ---------- | --------- | --------- | --------- | ---------- | ---------- | ---------- | ---------- | ---- | ------ |
| 2010     | Marc VDS Racing Team | Ford      | ABU QR 6  | ABU CR 13  | SIL QR 19  | SIL CR 8  | BRN QR 16  | BRN CR Ret | PRI QR 20  | PRI CR 4 | SPA QR 9  | SPA CR Ret | NÜR QR Ret | NÜR CR 11 | ALG QR Ret | ALG CR 5  | NAV QR 3  | NAV CR 5  | INT QR 11  | INT CR 5   | SAN QR 3   | SAN CR Ret | 14.º | 53     |
| 2011     | Marc VDS Racing Team | Ford      | ABU QR 11 | ABU CR DNS | ZOL QR Ret | ZOL CR 10 | ALG QR Ret | ALG CR 10  | SAC QR Ret | SAC CR 8 | SIL QR 11 | SIL CR 6   | NAV QR 12  | NAV CR 10 | PRI QR Ret | PRI CR 12 | ORD QR 10 | ORD CR 10 | BEI QR Ret | BEI CR Ret | SAN QR Ret | SAN CR 9   | 22.º | 18     |
| Fuentes: |                      |           |           |            |            |           |            |            |            |          |           |            |            |           |            |           |           |           |            |            |            |            |      |        |

### 24 Horas de Le Mans
| Año     | Equipo                             | Copilotos                              | Automóvil                | Clase | Vueltas | Pos. | Pos. Clase |
| ------- | ---------------------------------- | -------------------------------------- | ------------------------ | ----- | ------- | ---- | ---------- |
| 2010    | Marc VDS Racing Team               | Eric De Doncker Markus Palttala        | Ford GT1                 | GT1   | 26      | DNF  | DNF        |
| 2011    | Kronos Racing Marc VDS Racing Team | Vanina Ickx Maxime Martin              | Lola-Aston Martin B09/60 | LMP1  | 328     | 7.º  | 7.º        |
| 2012    | OAK Racing                         | David Heinemeier Hansson Maxime Martin | Morgan LMP2-Nissan       | LMP2  | 341     | 14.º | 7.º        |
| Fuente: |                                    |                                        |                          |       |         |      |            |

### Campeonato Mundial de Resistencia de la FIA
(Clave) (negrita indica pole position) (cursiva indica vuelta rápida)

| Año  | Escudería  | Clase | Automóvil          | 1   | 2   | 3   | 4   | 5   | 6   | 7   | 8   | Pos. | Puntos | Ref.   |
| ---- | ---------- | ----- | ------------------ | --- | --- | --- | --- | --- | --- | --- | --- | ---- | ------ | ------ |
| 2012 | OAK Racing | LMP2  | Morgan LMP2-Nissan | SEB | SPA | LMS | SIL | SÃO | BHR | FUJ | SHA | 39.º | 5      | [ 10 ] |
| 2012 | OAK Racing | LMP2  | Morgan LMP2-Nissan |     | 8   | 12  |     |     |     |     |     | 39.º | 5      | [ 10 ] |

### European Le Mans Series
(Clave) (negrita indica pole position) (cursiva indica vuelta rápida)

| Año     | Escudería                 | Clase | Chasis     | Motor        | 1   | 2   | 3   | 4   | 5     | Pos. | Puntos |
| ------- | ------------------------- | ----- | ---------- | ------------ | --- | --- | --- | --- | ----- | ---- | ------ |
| 2014    | BMW Sport Trophy Marc VDS | GTC   | BMW Z4 GT3 | BMW 4.4 L V8 | SIL | IMO | RBR | LEC | EST 1 | 11.º | 25     |
| Fuente: |                           |       |            |              |     |     |     |     |       |      |        |

### NASCAR

#### Whelen Euro Series - Elite 1
| Año     | Escudería                       | N.º | Automóvil | 1      | 2      | 3     | 4     | 5      | 6     | 7      | 8      | 9      | 10     | 11     | 12    | Pos. | Puntos |
| ------- | ------------------------------- | --- | --------- | ------ | ------ | ----- | ----- | ------ | ----- | ------ | ------ | ------ | ------ | ------ | ----- | ---- | ------ |
| 2014    | Racing Club Partners - Marc VDS | 32  | Toyota    | VAL 13 | VAL 18 | BRH 9 | BRH 5 | TOU 21 | TOU 7 | NÜR 19 | NÜR 19 | UMB 21 | UMB 21 | BUG 21 | BUG 5 | 14.º | 464    |
| Fuente: |                                 |     |           |        |        |       |       |        |       |        |        |        |        |        |       |      |        |